# مجلس نواب جورجيا
مجلس نواب جورجيا (بالإنجليزية: Georgia House of Representatives)‏ هو مجلس النواب التشريعي لولاية جورجيا الأمريكية، يقع المقر الرئيسي له في أتلانتا، ويتكون من 180 مقعداً، وهو المجلس الأدنى في جمعية جورجيا العامة.

## طالع أيضًا
- جمعية جورجيا العامة